# Rowan & Martin's Laugh-In
Rowan & Martin's Laugh-In (a menudo denominado simplemente Laugh-In) es un programa de televisión de comedia estadounidense que tuvo 140 episodios del 22 de enero de 1968 al 12 de marzo de 1973 en la cadena de televisión NBC , presentado por los comediantes Dan Rowan y Dick Martin.
El programa contó con Gary Owens como locutor en pantalla y un elenco conjunto; Ruth Buzzi fue parte del conjunto durante los seis años del programa, mientras que otros que aparecieron en al menos tres temporadas incluyeron a Judy Carne , Henry Gibson , Goldie Hawn , Arte Johnson , Jo Anne Worley , Alan Sues, Lily Tomlin , Dennis Allen y Richard Dawson.

## Fondo
El programa fue diseñado para tener una estructura muy ligera y consistía principalmente en breves sketches cómicos. Algunos de estos reaparecerían varias veces a lo largo de un episodio con variaciones sobre un tema, mientras que otros involucraban personajes recurrentes creados por el elenco. En otros, los miembros del elenco y las estrellas invitadas simplemente aparecían como ellos mismos, contando chistes o reaccionando a un sketch anterior. Además de la estrella invitada anunciada o las estrellas de la noche, algunas estrellas invitadas recurrentes aparecían sin previo aviso varias veces a lo largo de una temporada (lo cual era fácil de lograr dadas las sesiones de grabación no lineales del programa).

## Elenco

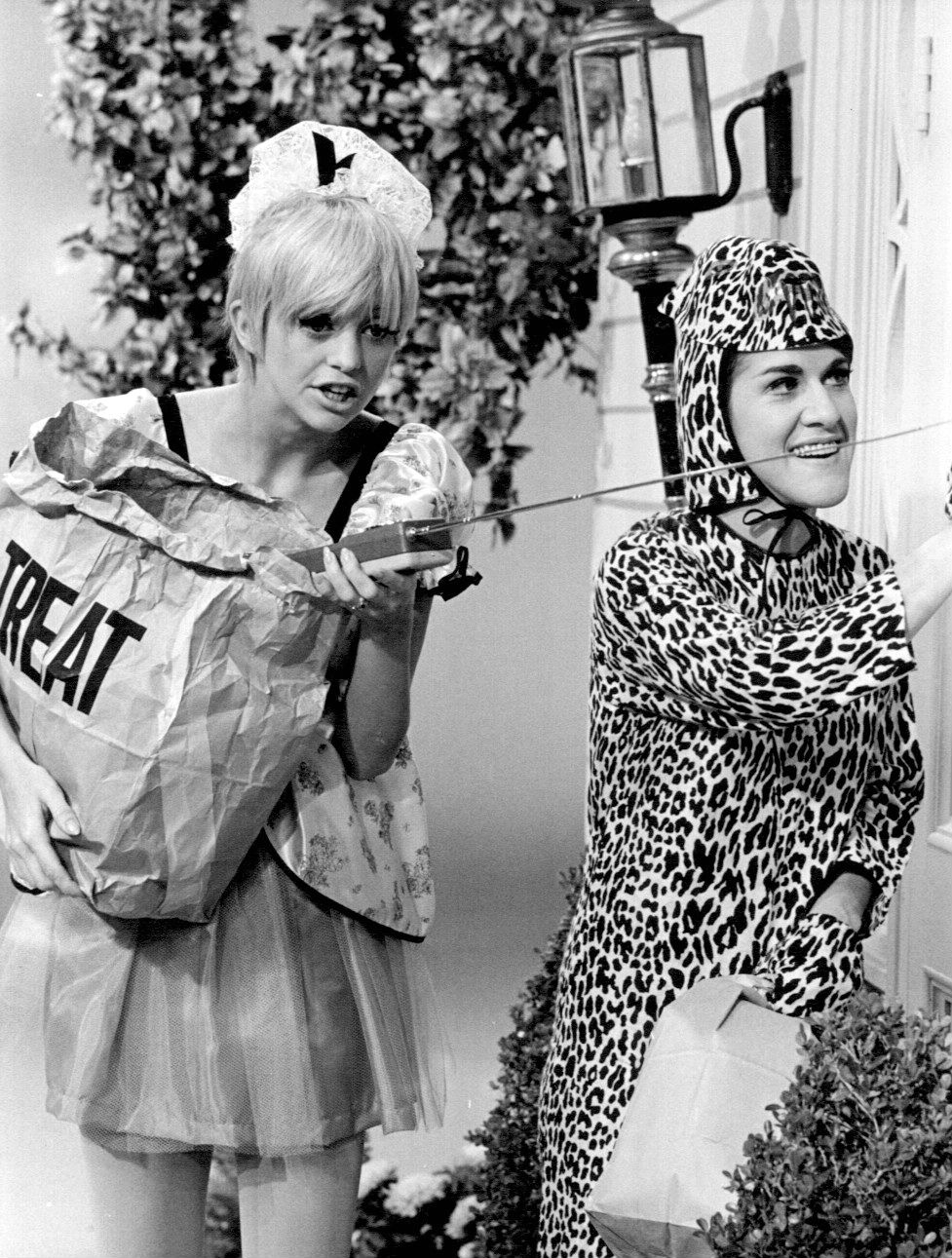
Goldie Hawn y Ruth Buzzi en un especial de Hallowen en 1968

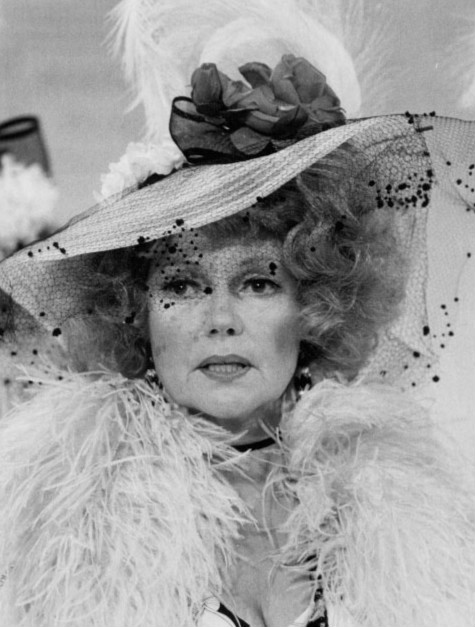
Rita Hayworth interpretando a Sadie Thompson para un show de 1971.

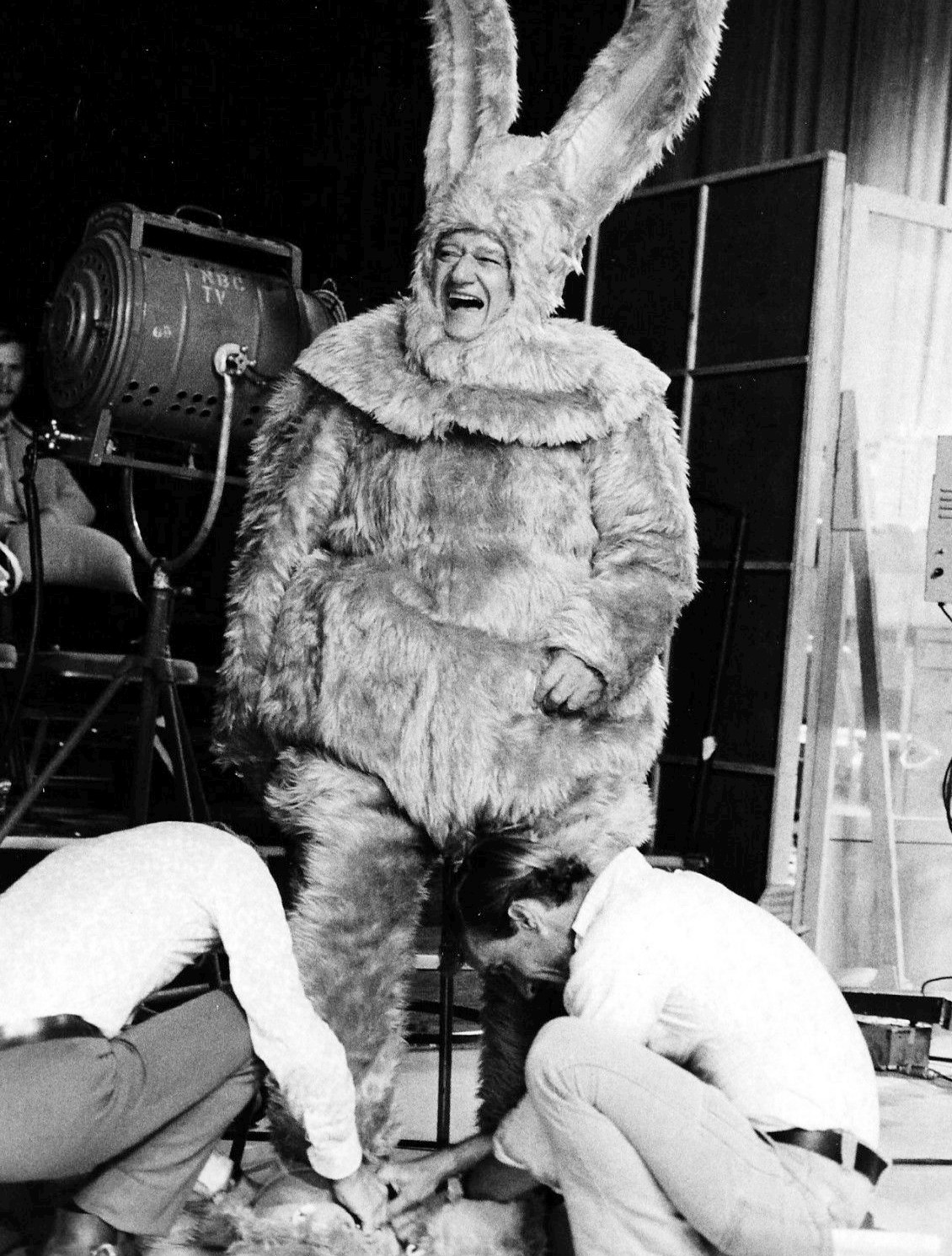
John Wayne disfrazado como un conejo gigante para un show de 1972

### Piloto y temporada 1
El piloto contó con Ruth Buzzi , Judy Carne , Henry Gibson , Larry Hovis , Arte Johnson y Jo Anne Worley , quienes continuaron como habituales de la primera temporada (y, a excepción de Hovis, varias temporadas después), junto con las futuras estrellas invitadas Ken Berry, Pamela Austin y Barbara Feldon.

### Temporadas 2 y 3
La segunda temporada contó con un puñado de gente nueva, incluidos Alan Sues , Dave Madden y Chelsea Brown. Todos los nuevos miembros del elenco de la segunda temporada se fueron al final de esa temporada, excepto Sues, que permaneció hasta 1972. Al final de la temporada 1968-69, Carne decidió no renovar su contrato, aunque hizo apariciones durante 1969. –1970.

### Temporadas 4 y 5
La temporada 1970-71 trajo nuevas incorporaciones al elenco, incluido Dennis Allen , que permaneció hasta el final; la escritora y actriz Ann Elder ; y la bailarina de claqué Barbara Sharma.
Arte Johnson y Henry Gibson abandonaron el programa después/durante la cuarta temporada, y la ex titular de la tercera temporada Teresa Graves hizo dos apariciones consecutivas hacia el final.

### Temporada 6
Rowan y Martin asumieron los roles de productores ejecutivos de George Schlatter y Ed Friendly . Junto con los retornados Dawson, Owens, Buzzi, Allen y apariciones ocasionales de Tomlin

## Audiencia
A continuación, se puede ver los puntos de audiencia de cada temporada: 
- 1967–1968: #21 (21.3)[1]
- 1968–1969: #1 (31.8)[2]
- 1969–1970: #1 (26.3)[3]
- 1970–1971: #13 (22.4)[4]
- 1971–1972: #22 (21.4)[5]
- 1972–1973: #51 (16.7)[6]

## Enlcaes externos
- Rowan & Martin's Laugh-In en Metacritic (en inglés).

- Datos: Q3235088
- Multimedia: Rowan & Martin's Laugh-In / Q3235088